# 八弦吉他

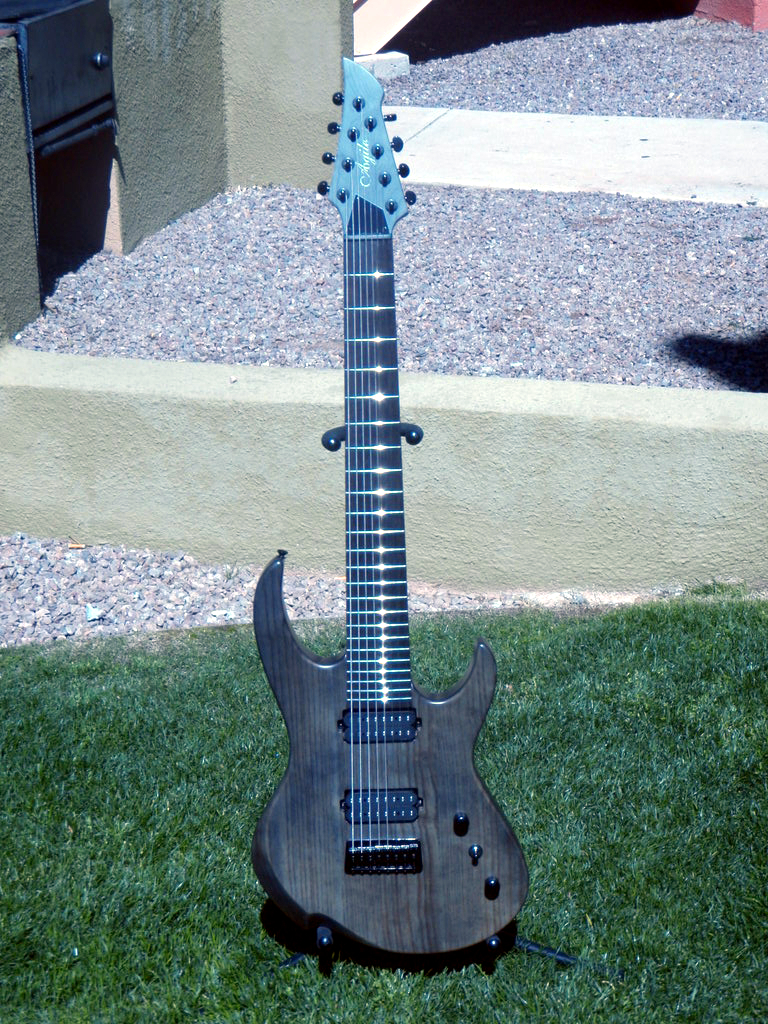
敏捷勇敢八弦吉他

八弦吉他（英語：eight-string guitar）是一种有这八根弦的吉他，八弦吉不如六弦吉他和七弦吉他常见，但少数古典、爵士和重金属吉他手会使用它们。八弦吉他允许更宽的音调范围，或非标准调弦（如大三度调弦）。
19世纪制作了各种非标准吉他，包括意大利人制作的Giulio Regondi和Luigi Legnani的八弦吉他。
八弦电吉在金属乐队中很受欢迎，很大程度上受到瑞典前卫金属乐队Meshuggah（成立1987年）的启发。过去十几年，金属乐队之外的当代使用也逐渐兴起，这在很大程度上要归功于Animals as Leaders及其风格上的折衷主义。